# Ludwig Schlump
Ludwig „Lude“ Schlump (* 16. Juni 1928 in Augsburg) ist ein ehemaliger deutscher Fußballspieler. Der Offensivspieler hat für die Vereine BC Augsburg und SSV Reutlingen in der damals erstklassigen Fußball-Oberliga Süd von 1945 bis 1960 insgesamt 229 Ligaspiele absolviert und dabei 52 Tore erzielt. Im Jahr 1955 hat er in der B-Nationalmannschaft des DFB ein Länderspiel bestritten.

## Karriere

### Verein
Mit den Blau-Weißen aus dem Stadtteil Oberhausen, dem BC Augsburg, gehörte Schlump wie sein Angriffskollege Georg Platzer nach dem Zweiten Weltkrieg bereits in der ersten Runde 1945/46 der neugeschaffenen Oberliga Süd an. Am 13. Oktober 1945 hatten sich in der Gaststätte „Krone“ in Fellbach Vereinsvertreter der Südklubs getroffen und als Ergebnis den Süddeutschen Fußballverband gegründet. Am 4. November wurde unter den abenteuerlichen Bedingungen der Nachkriegszeit die erste Saison der Oberliga Süd angepfiffen. Der BCA belegte den achten Rang. Im zweiten Spieljahr 1946/47 wurde eine „Mammutsaison“ mit 20 Vereinen ausgespielt. Obwohl Sturmpartner Platzer seine Trefferquote auf 25 Tore ausbaute und Schlump am Rundenende sich als sehr treffsicher erwies, stieg der Ballspiel-Club als 17. mit 30:46 Punkten in die Amateurliga ab. Das konnten auch nicht die Heimerfolge gegen den Lokalrivalen Schwaben Augsburg (1:0) am 1. Juni 1947 und am 29. Juni gegen Meister 1. FC Nürnberg (3:1; zwei Schlump-Treffer) und der 4:0-Auswärtssieg am Rundenschlusstag (6. Juli 1947) beim SV Waldhof mit drei Toren von Schlump verhindern. Schlump und Platzer schossen aber ihren Verein umgehend in die Oberliga zurück. Der BCA gewann 1947/48 die Meisterschaft in der Landesliga Gruppe Süd, wurde mit 4:1 und 1:1 gegen den 1. FC Bamberg bayerischer Landesligameister und setzte sich auch schließlich in der Aufstiegsrunde gegen den Rödelheimer FC, Sportvg Feuerbach und Amicitia Viernheim durch. Für den Oberligarückkehrer erzielte der Angreifer 1948/49 in 17 Ligaeinsätzen sechs Tore. Es ging aber die gesamte Runde wieder um den Abstieg. Punktgleich mit jeweils 22:38 Zählern beendete der BCA mit Ulm 1846 die Runde. Auch die sechs Einsätze mit drei Toren von Ernst Willimowski konnten daran nichts ändern. Das Abstiegsentscheidungsspiel gewann der BCA in Frankfurt am 29. Mai mit 1:0 gegen Ulm (Torhüter Toni Turek und Verteidiger Hans Eberle) und gehörte damit weiterhin der Oberliga Süd an. Im Jahr 1949/50 verbesserten sich die Weißblauen auf den 10. Rang, punktgleich belegte Schwaben Augsburg den 11. Rang. Ludwig Schlump, er bildete jahrelang mit „Schorsch“ Platzer ein Offensivduo der Extraklasse im Süden, hatte mit 17 Toren in 30 Rundenspielen einen Hauptanteil daran. Die Defensive verhinderte mit 74 Gegentreffern ein besseres Abschneiden. Für Platzer und Schlump wurden aber die Spiele um den Länderpokal der Höhepunkt der Saison. Die Spieler des BCA bildeten am 19. März 1950 den rechten Flügel der siegreichen Auswahl des bayerischen Fußball-Verbandes im Endspiel gegen die Pfalz. 89.000 Zuschauer verfolgten den 2:0 Endspielerfolg der BFV-Auswahl im Stuttgarter Neckarstadion.
In der folgenden Runde, 1950/51, landete der BCA in einer 18er-Liga auf dem 16. Rang und stieg gemeinsam mit Reutlingen, Singen und Darmstadt 98 in die 2. Liga Süd ab. Nach Ende der Hinrunde nahm der BCA mit lediglich 10:24 Punkten bereits den letzten Platz ein. Mit 59:82 Gegentoren hatte die Abwehrarbeit nicht die nötige Sicherheit im Kampf gegen den Abstieg garantieren können; Lokalrivale Schwaben Augsburg belegte mit 46:67 Toren und 29:39 Punkten den 13. Rang. Wiederum gelang aber die umgehende Oberligarückkehr. Als Vizemeister der 2. Liga Süd 1951/52 kehrte der BCA in die Oberliga Süd zurück.
Ab der Saison 1952/53 begann die Karriere von Ulrich Biesinger in der Oberliga Süd bei den Blau-Weißen vom Ballspiel-Club Augsburg. An der Seite von Georg Platzer, Ludwig Schlump und dem Neuzugang aus der 2. Liga Süd vom ASV Cham, Ludwig Schuller (17 Tore) erzielte Biesinger 13 Tore und der BCA kam auf ein Torverhältnis von 59:61 Toren und belegte mit 28:32 Punkten den 10. Rang. Mit dem BCA konnten Schlump und Kollegen nie um die Spitzenplätze in der Oberliga Süd konkurrieren, er zog deshalb auch nie in die Endrunde um die deutsche Meisterschaft ein. Den besten Oberligarang erreichten die BCA-Spieler dieser Ära in der Saison 1954/55, mit dem 7. Rang. Ludwig Schuller (17), Uli Biesinger (15) und Georg Platzer (15) führten die interne Torschützenliste an. Mit 72:60 Toren erreichte die BCA-Elf 32:28 Punkte und damit den 7. Rang. Schwaben Augsburg erreichte die gleiche Punktzahl mit 46:45 Toren und rangierte auf dem 8. Rang. Meister Offenbach erzielte 67 und Vizemeister Reutlingen 62 Treffer in dieser Runde. Mit den Angreifern Schlump, Gerhard Müller (* 22. Januar 1928), Biesinger, Platzer und Schuller hatte der BCA einen überdurchschnittlich torgefährlichen Angriff zur Verfügung. Die mangelnde Abwehrqualität verhinderte ein besseres Abschneiden. Obwohl Schlump infolge Verletzungen nur 19 Ligaspiele mit vier Toren absolvieren konnte, kam er in der Rückrunde am 23. März 1955 in Sheffield, zu einem Länderspieleinsatz in der B-Nationalmannschaft (1:1).
Mit dem Heimspiel am 22. April 1956 gegen Kickers Offenbach (1:1) verabschiedete sich Ludwig Schlump nach 189 Oberligaspielen mit 50 Toren vom BC Augsburg und schloss sich dem Absteiger SSV Reutlingen in der 2. Liga Süd an.
Mit der Mannschaft von Landrat Hans Kern gelang in der Saison 1956/57 in der 2. Liga Süd hinter Meister TSV 1860 München die Vizemeisterschaft und damit die sofortige Rückkehr in die Oberliga Süd. Schlump hatte 30 Spiele mit sechs Toren für den SSV absolviert. Von 1957/58 bis 1959/60 war er für das Team vom Stadion an der Kreuzeiche noch in 40 Oberligaspielen (Zwei Tore) im Einsatz und beendete mit den zwei Spielen im April 1960 gegen Bayern Hof (3:3) und Viktoria Aschaffenburg (3:2), an der Seite von Mitspielern wie Karl Bögelein, Hans-Georg Dulz, Horst Gernhardt und Norbert Wodarzik, seine Vertragsspielerlaufbahn.
Danach übte er noch einige Jahre das Amt des Spielertrainers im Amateurbereich aus.

### Auswahlmannschaften
Aufnahme in die Fußballnationalmannschaft unter Bundestrainer Sepp Herberger fand der Offensivspieler wie auch sein kongenialer Sturmpartner Georg Platzer in seiner besten Zeit in Augsburg nicht. In einem Repräsentativspiel war er in der Auswahl von Süddeutschland im Einsatz: Am 18. März 1951 in Hamburg gegen Norddeutschland bei einem 4:2-Erfolg der Südauswahl. Er bildete auf Halbrechts mit Platzer den rechten Flügel der Südauswahl.
Mit der Landesauswahl von Bayern hatte er zuvor 1950 den Länderpokal gewonnen. Es hatten auch noch die Länder der DDR teilgenommen und die westdeutschen Teams waren aus dem erstklassigen Vertragsspielerlager zusammengesetzt. Die bayerische Auswahl gewann am 19. März das Endspiel mit 2:0 gegen die Pfalz und war im Angriff in der Besetzung mit Platzer, Schlump, Horst Schade (2 Tore), Max Appis und Hans Nöth angetreten.
Zum sportlichen Höhepunkt wurde für Schlump der Einsatz am 23. Mai 1955 beim Länderspiel in Sheffield gegen England (1:1) in der B-Nationalmannschaft. Mit dem jungen BCA-Vereinskollegen Uli Biesinger bildete er den rechten Flügel und Torhüter Heinz Kubsch und Verteidiger Erich Juskowiak überzeugten in der Abwehr.

### Erfolge
- Länderpokal 1950
- B-Nationalspieler (DFB), 1955

## Sonstiges
Nach seiner Oberliga-Zeit war Ludwig Schlump im Amateurbereich als Trainer tätig, unter anderem beim FC Hechingen. Als Spielertrainer ragt der überraschende Meisterschaftsgewinn in der 1. Amateurliga Schwarzwald-Bodensee 1961/62 mit Hechingen heraus. Mit Schlump und Wolfgang Hellstern, dem zweimaligen Amateurnationalspieler und Torjäger mit 26 Treffern, wurde der Neuling aus dem ehemaligen Regierungsbezirk Südwürttemberg-Hohenzollern mit 46:14 Punkten und 104:50 Toren Meister.